# Ба (фамилия)
Ба — китайская фамилия (клан).

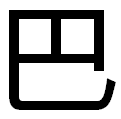

巴 (Ба) — название княжества (см. Ба (царство)), существовавшего на территории Сычуань, а также название его столицы, нынешнего города Чунцина, от эпохи Шан до династии Хань; современный перевод — «комок», гл. «прилипать».

## Известные Ба
- Ба Дэсинь (кит. 巴德鑫; род. 1990) — китайский кёрлингист.
- Ба Цзинь (кит. 巴金; 1904—2005) — китайский писатель и переводчик. В 1985—2005 годах — председатель Союза китайских писателей. Написал общей сложностью 26 томов с десятью и более миллионами иероглифов и перевёл с других языков произведений в общей сложности порядка 10 томов.

## Другое
- Бачжун 巴中 — город окружного значения в провинции Сычуань.
- Бахэ — река.